# Karen Donfried
Karen Erika Donfried est une diplomate et femme fonctionnaire américaine.

## Biographie
Karen est née en février 1963 et mariée à Alan Edward Untereiner. Elle était la directrice du German Marshall Fund of the United States, officier de renseignement pour le National Intelligence Council (NIC).

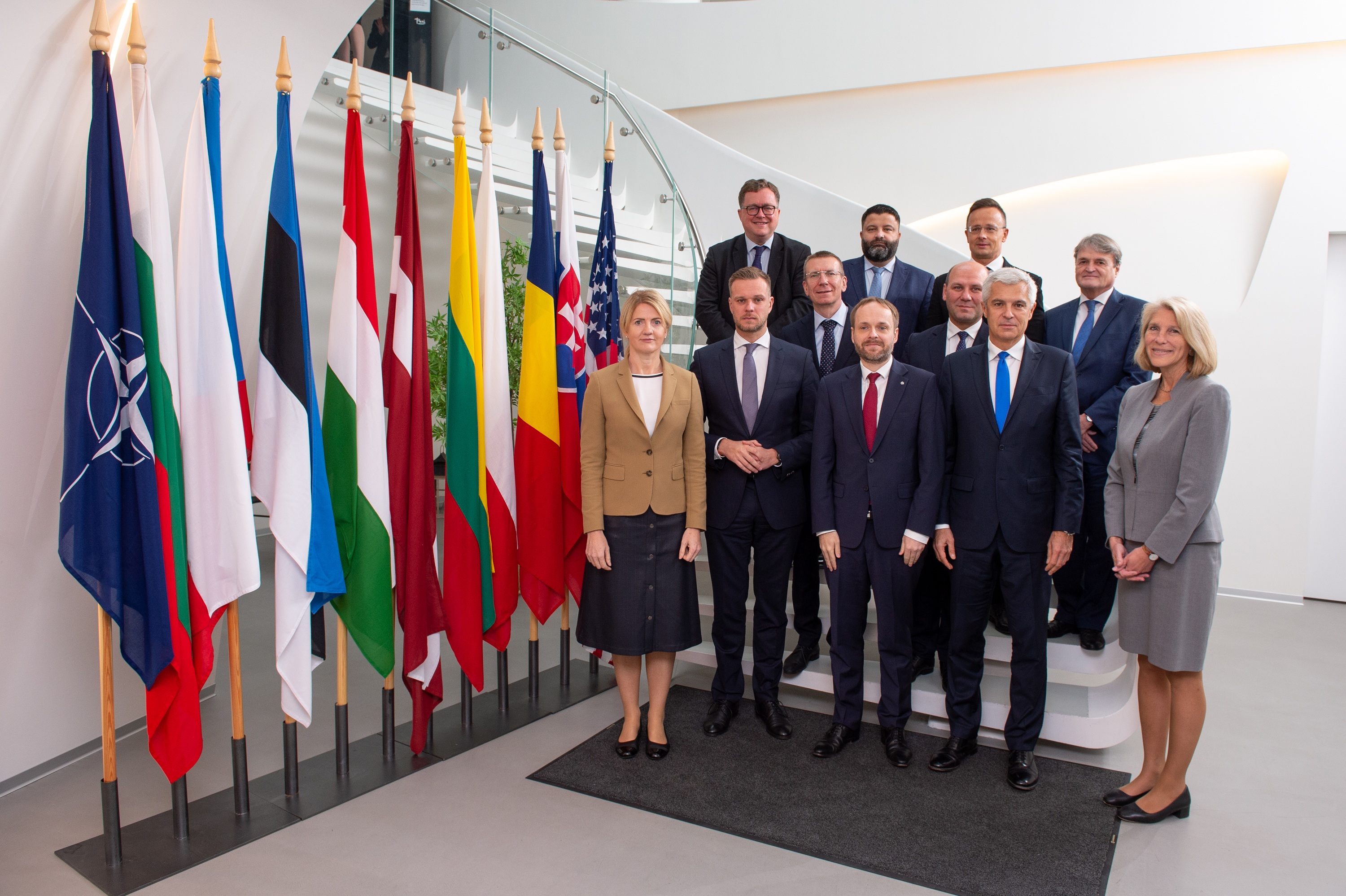
2021 lors d'une réunion du Format Bucharest.
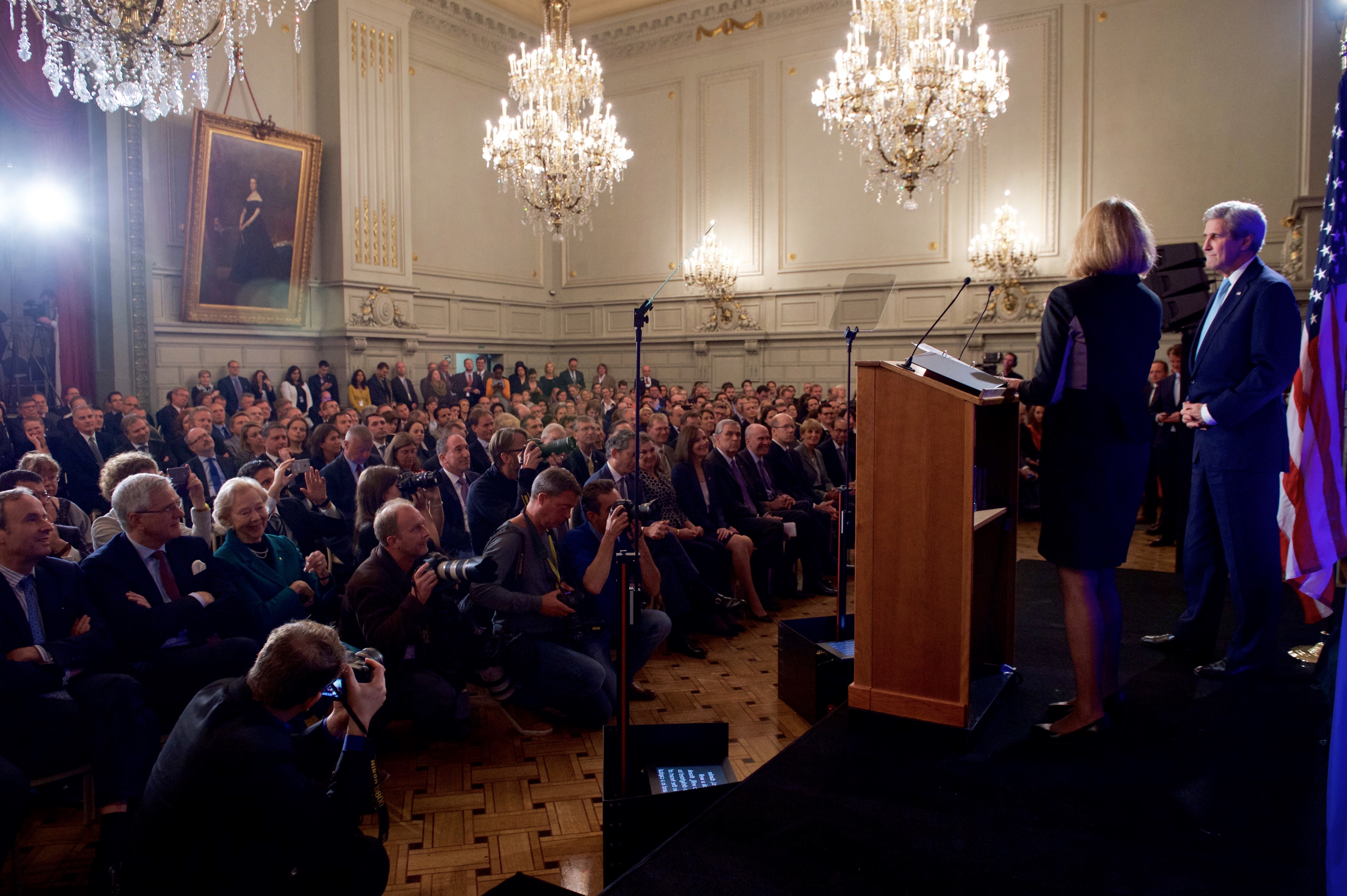
Directrice du German Marshall Fund.
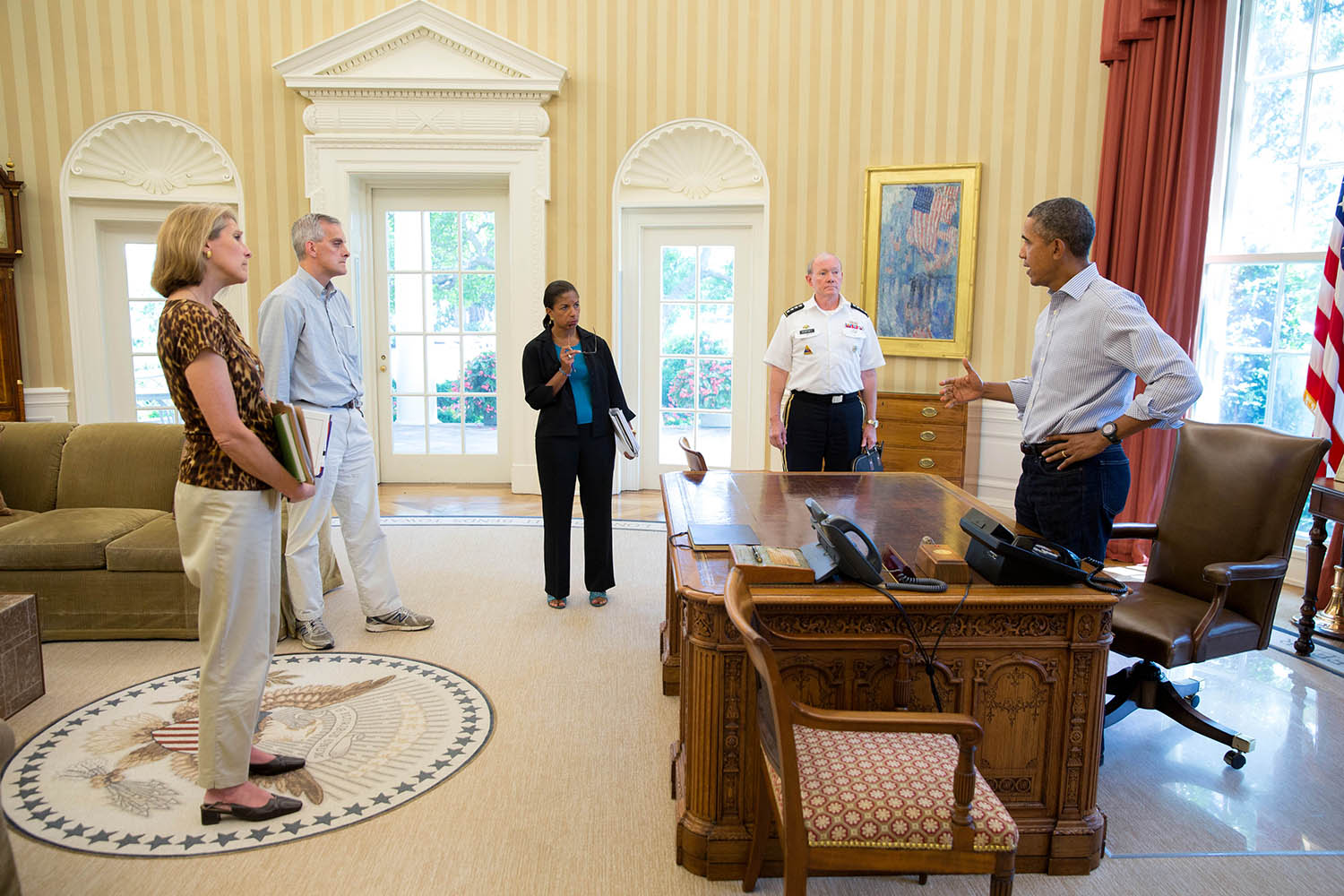
Conseillère aux affaires européennes dans le Bureau ovale, août 2013, avec Obama.
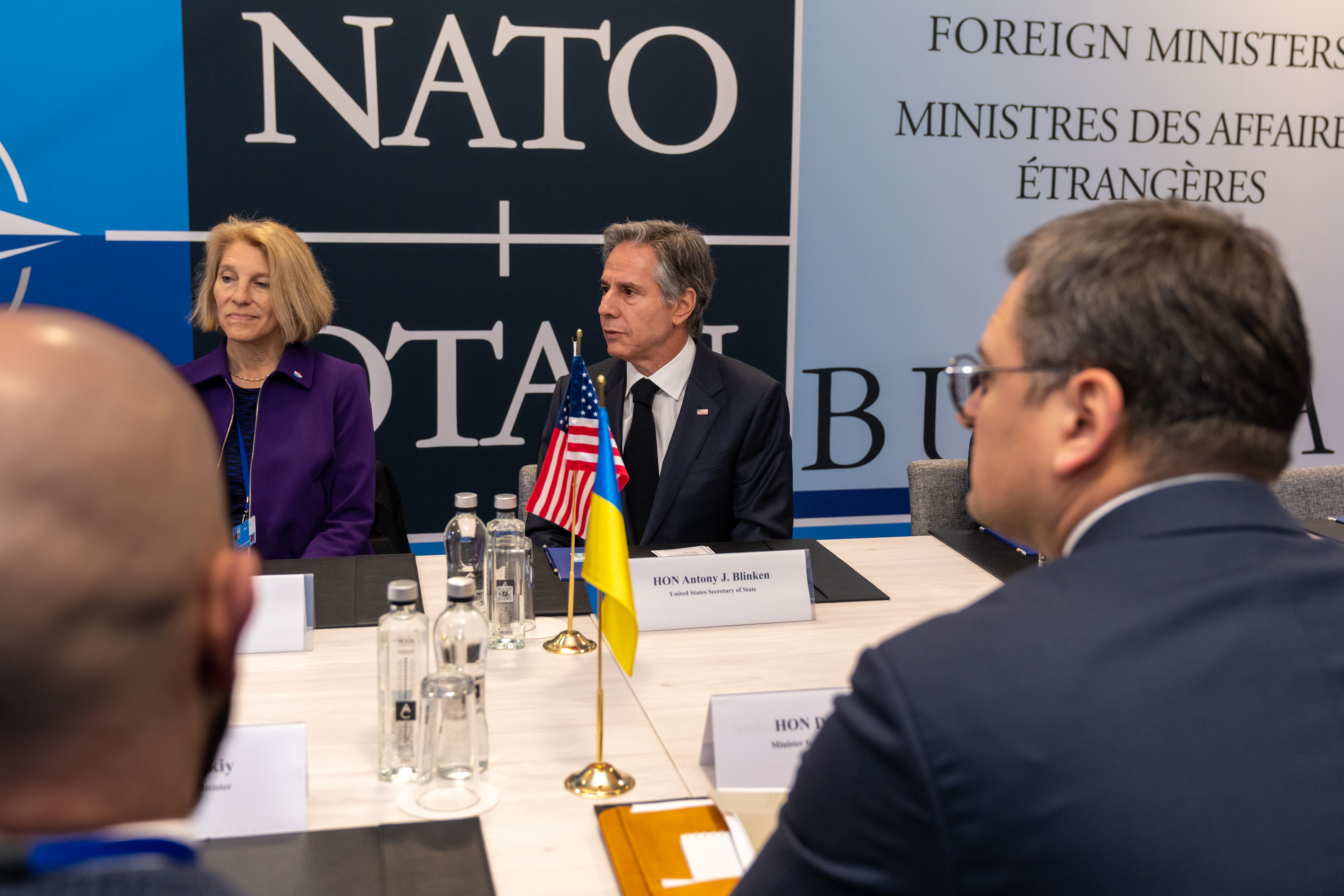
Conseillère avec Antony Blinken lors d'une rencontre avec Dmytro Kouleba, octobre 2022.

Elle a été Secrétaire d'État assistant pour l'Europe et l'Eurasie en remplacement de A. Wess Mitchell. Elle se retire pour raisons familiales. En poste lors de la guerre en Ukraine elle a été une conseillère précieuse pour Antony Blinken elle était à la tête de 12 000 employé(e)s et traitait cinquante pays, une des plus importantes branches de travail inter-agence des USA.
Karen est directrice du service de recherche de la Bibliothèque du Congrès en remplacement de Robert Newlen.

## Décorations
- Ordre du Mérite de la République italienne officier 4e classe
- Ordre du Mérite de la République fédérale d'Allemagne
- Ordre de la Couronne (Belgique) Officier